# Георги Николов (критик)
Вижте пояснителната страница за други личности с името Георги Н. Николов.
Георги Николов Николов е български литературен критик.

## Биография
Георги Н. Николов е роден на 29 януари 1956 г. в Бургас. Завършва специалност „Българска филология“ във Великотърновския университет „Св. св. Кирил и Методий“ през 1980 г. Дълги години работи като журналист в Бургас. От 2007 г. живее във Велико Търново, където пише на свободна практика.
Печатал е в „Литературен фронт“, „Пламък“, „Септември“, „Струма“, „Море“, „Родолюбие“, „Родна реч“, „Език и литература“, „Морски вестник“, „Морски свят“, „Ек“, „КИЛ“, „Новият пулс“, „Словото днес“, „Везни“, „LiterNet“, „Литературен свят“, сп. „Палитра“, „Проглас“, „Издател“, Книги News, в сборници от научни конференции. Като журналист и литературен историк използва псевдонимите „Сиромахов“ и „Славянски“.
Има публикации в издания на български език във Великобритания, Франция, Австрия, САЩ, Канада, Аржентина, Кипър и др. Превеждан на френски, испански, немски и гръцки език.
Занимава се трайно с литературна история и критика. Интересува се от българска маринистика, ранни пътеписи на български автори и от творчеството на нашите писатели в диаспората от началото на ХХ век.
Пръв носител на Национална награда за литературна критика и есеистика „Николай Петев“ (2016).
Носител на Национална награда за литературна критика „Нешо Бончев“ (2021).
Радетел за изграждане Център на българската книга по света и Музей на българската емиграция.
Член на УС на Съюза на българските писатели (2016 – 2021). Член на редакционната колегия на списание „Пламък“. Член на Лигата на българските писатели в САЩ и по света – Чикаго (ЛБПСС). Координатор за България на BCOAA - Confederation of Bulgarian cultural organizations and activist abroad (Конфедерация на българските културни организации и дейци в чужбина).

## Книги
- Пътища. Литературно-исторически щрихи и бележки. Велико Търново, 1995. ISBN 954-799-611-8
- Морето в българската периодика и литература ХІХ – ХХ век. Преглед и опит за коментар върху синята тема. Варна: ЕИ LiterNet, 2009. ISBN 978-954-304-361-3[4]
- Български пера в чужбина. Пътеписи. Морски блянове. ЕИ Литературен свят, 2010.[5]
- Творци и време. Литературно-исторически и критически бележки. София: Български писател, 2015. ISBN 978-619-204-009-3
- Послания за бъдното: Интервюта. София: Български писател, 2016. ISBN 978-619-204-081-9
- Съюз на българските писатели – Азбучник 1913 – 2016. София: Български писател, 2016. (съавт.) ISBN 978-619-204-074-1
- Българското слово на литературния глобус: Антология. София: Сатори Ко, 2018. (състав.) ISBN 978-954-8501-44-6
- Споделени слова. София: Богианна, 2019. ISBN 978-954-676-148-4
- Българското море в сърцето на времето. София: ИК „Виджи – Виктор Гуцев“, 2019. ISBN 978-619-91438-1-0
- 55+ български автори в САЩ и Канада: Антология. София: Мултипринт, 2020. (състав.) ISBN 978-954-362-343-3
- Енциклопедичен справочник на българската литература, създавана в европейската, американската и австралийската диаспора в периода 19. – 21. век. Бургас: Либра скорп, 2021. (състав.) ISBN 978-954-471-721-6
- Морето в моя стих не е измислено : Българската маринистична лирика в периода 19.–21. век : Антология . [Бургас]: Либра скорп, 2022. - 265 с. (състав.) ISBN 978-954-471-890-9
- Пътища към добротата. София: Мултипринт ЕООД, 2023. ISBN 978-954-362-437-9
- 70 въпроса - 70 отговора: Литературна анкета на Георги Николов със Златимир Коларов. - София: КЛМН, 2024. - 326 с. : с цв. ил. ISBN: 978-954-2916-48-2